# Syrphus
Syrphus es un género de la familia de los sírfidos. Se puede distinguir de otros géneros de la tribu Syrphini en que es el único género con largos pelos en la cara superior del lóbulo inferior del calíptero. También tiene pelos en los laterales del calíptero como en la mayoría de los Syrphini
Se alimentan de pulgones (áfidos) y otros pequeños insectos. Son valiosos para el control de plagas.

## Especies
- Syrphus annulifemur Mutin, 1997
- Syrphus attenuatus Hine, 1922
- Syrphus currani Fluke, 1939
- Syrphus dimidiatus Macquart, 1834
- Syrphus doesburgi Goot, 1964
- Syrphus intricatus Vockeroth, 1983
- Syrphus knabi Shannon, 1916
- Syrphus laceyorum Thompson, 2000
- Syrphus monoculus (Swederus, 1787)
- Syrphus opinator Osten Sacken, 1877
- Syrphus octomaculatus Walker, 1837[2]
- Syrphus phaeostigma Wiedemann, 1830[3]
- Syrphus rectus Osten Sacken, 1875
- Syrphus ribesii Linnaeus, 1758
- Syrphus sexmaculatus (Zetterstedt, 1838)
- Syrphus shorae Fluke, 1950.
- Syrphus sonorensis Vockeroth, 1983
- Syrphus torvus Osten Sacken, 1875
- Syrphus vitripennis Meigen, 1822